# Windows Media
Windows Media je v informatice již nepodporovaný Multimediální framework od firmy Microsoft. Obsahuje mnoho aplikačních rozhraní (API). Windows Media nahradila starší NetShow a sama Windows Media SDK byla nahrazena produktem Media Foundation.

## Součásti
- Windows Media Audio (WMA)
- Windows Media Video (WMV)
- Windows Media Player